# Estación de Blumenau
La estación de Blumenau es una estación ferroviaria de la comuna suiza de Rapperswil-Jona, en el Cantón de San Galo.

## Historia y ubicación
La estación de Blumenau fue inaugurada en 1859 con la apertura de la línea férrea que comunica a Ziegelbrücke con Rapperswil por parte del Vereinigte Schweizerbahnen (VSB).
La estación se encuentra ubicada en el borde sureste del núcleo urbano de Jona. Cuenta con un andén lateral al que accede una única vía pasante.
En términos ferroviarios, la estación se sitúa en la línea Rapperswil - Ziegelbrücke. Sus dependencias ferroviarias colaterales son la Estación de Rapperswil, inicio de la línea y la estación de Schmerikon en dirección Ziegelbrücke.

## Servicios ferroviarios
Los servicios ferroviarios de esta estación están prestados por SBB-CFF-FFS:

### Regionales
- R Rapperswil - Ziegelbrücke - Glaris - Schwanden - Linthal. Existen frecuencias cada hora en cada dirección, desde las 6 de la mañana hasta la medianoche.[1]